# Hypostomus punctatus
El plecostomo punteado, Hypostomus punctatus, es una especie de peces de la familia Loricariidae en el orden de los Siluriformes.

## Morfología
Los machos pueden llegar alcanzar los 30 cm de longitud total.

## Distribución geográfica
Se encuentran en Sudamérica: sureste del Brasil.

## Mantenimiento en cautividad
El plecostomo punteado es fácil de mantener en el acuario, se precisa un tanque que albergue un mínimo de 100 litros de agua. La incorporación de plantas son indispensables para poder recrear su hábitat natural, aunque es importante que permanezcan bien ancladas, así se evita que el pez pueda moverlas, téngase en cuenta que estos vertebrados acuáticos remueven el suelo con suma facilidad.
Se alimentan de balanceados comerciales elaborados con vegetales, también pueden consumir espinacas, lechuga hervida, etc. 
Los parámetros del agua para su mantenimiento en cautividad deben ser: temperatura entre 22 a 28 °C, pH 5,5 a 8, dGH 5 a 25º.
El Hypostomus punctatus es un pez pacífico, compatible con otros peces ornamentales, si bien precisa de cuevas y otros escondrijos al ser nocturno y poco activo durante el día.